# Anderson Lucoqui
Anderson-Lenda Lucoqui (ur. 6 lipca 1997 w Zweibrücken) – angolski piłkarz niemieckiego pochodzenia występujący na pozycji obrońcy w niemieckim klubie Mainz 05. Wychowanek Bayeru Leverkusen, w trakcie swojej kariery grał także w takich zespołach, jak Fortuna Düsseldorf oraz Arminia Bielefeld. Młodzieżowy reprezentant Niemiec.